# Michele Jaffe
Pour les articles homonymes, voir Jaffe.
Michele Jaffe (n. 20 mars 1970 à Los Angeles, Californie, États-Unis) est une romancière américaine. 

## Biographie
Mariée, elle vit à Las Vegas, Nevada.

### SérieArboretti
1. Des étoiles plein les yeux, J'ai lu, 2000 ((en) The Stargazer, 1999)
2. Une femme mise à prix, J'ai lu, 2001 ((en) The Water Nymph, 2000)
3. (en) Lady Killer, 2002Inédit en France
4. (en) Secret Admirer, 2002Inédit en France

### Romans uniques
- Loverboy, J'ai lu, 2008 ((en) Lover Boy, 2003)
- Mauvaise Fille, J'ai lu, 2008 ((en) Bad Girl, 2003)
- Hantise, Black moon, 2011 ((en) Rosebush, 2010)
- Fleur de fantôme, Black moon, 2012

### SérieKitty
1. Bad Kitty ((en) Bad Kitty, 2006)
2. (en) Kitty Kitty, 2008Inédit en France

### Anthologies
- Nuit d'enfer au paradis ((en) Prom Nights from Hell (avec Meg Cabot, Kim Harrison, Stephenie Meyer et Lauren Myracle)), 2007Inédit en France